# Maksim Berezovski
Maksim Berezovski   (Hlúkhiv, c. 1745 - Sant Petersburg, 2 d'abril de 1777), nom complet amb patronímic Maksim Sozóntovitx Berezovski, ucraïnès: Макси́м Созо́нтович Березо́вський, rus: Макси́м Созо́нтович Березо́вский, ( ? i  escolteu-ne la pronunciació en rus), fou un compositor, tenor i violinista rusi ucraïnèsque va estudiar a Itàlia i va treballar a la Capella de la Cort de Sant Petersburg a l'Imperi Rus.

## Biografia
Es desconeix el lloc de naixement de Berezovski. Es creu que fins als 8 anys va poder viure a Hlúkhiv; tanmateix, no hi ha documents històrics que puguin confirmar aquesta suposició. Se suposa que va poder estudiar a Kíív a l'Acadèmia Mohila. La primera informació històrica sobre la seva vida només es remunta al 1758. En aquest moment, Berezovski servia a l'emperador Pere III com a cantant de la cort. I. Stelin esmenta el nom de Berezovski com a cantant a les produccions d'òperes italianes a Oranienbaum el 1759 i el 1769.
A la primavera de 1769, Berezovski va ser enviat a l'Acadèmia Filharmònica de Bolonya, on va estudiar fins al 1771. Considerada una de les escoles de música més prestigioses d'Europa, l'acadèmia forma músics des del 1666. La confiança en l'habilitat dels graduats de l'acadèmia es basava en l'alta autoritat científica i pedagògica del seu cap, el famós compositor Giovanni Battista Martini, que era anomenat "el déu de la música" pels seus contemporanis. Es va convertir en el mestre de Berezovski.
Per obtenir el títol d'acadèmic no només calia passar per tres nivells d'estudi, sinó també superar un examen de composició. La tasca d'examen consistia a compondre una peça polifònica amb un estil determinat sobre un tema determinat. El compositor va aprovar aquest examen el 1771. El manuscrit de protocol de l'antífona de Berezovski, signat com a "Massimo Berezovsky", encara es conserva als arxius de l'acadèmia. El mateix dia es va examinar el compositor txec Josef Mysliveček, i un any abans el jove Wolfgang Amadeus Mozart. Tots dos també es van convertir en acadèmics. L'obtenció de l'estatus de membre estranger de l'acadèmia (1771) va donar a Berezovski el dret a treballar com a mestre de capella.
L'estada de Berezovski a Itàlia no es va limitar a Bolonya. El compositor va visitar Venècia, on va rebre una beca, i va visitar Livorno, on hi havia estacionada l'esquadra naval russa. Per al tradicional carnaval d'hivern de Livorno, Berezovski va escriure l'òpera Demofonte (amb llibret de Pietro Metastasio, posada en escena el 1773 a Livorno; se n'han conservat alguns fragments). Així, Maksim Berezovski es va convertir en el primer compositor d'origen ucraïnès que va compondre una òpera (en italià).
L'octubre de 1773, el compositor va tornar a Sant Petersburg i va ser nomenat membre del personal dels teatres imperials i, vuit mesos més tard, mestre de capella de la capella de la cort. Hi ha diverses històries sobre els últims anys de vida de Berezovski. Segons una llegenda, quan Berezovski es va enamorar d'un cantant a la cort del comte Razumovski, aquest va reaccionar gelosament i va expulsar aquesta dona a Sibèria. Berezovski va caure en depressió i va començar a beure. Es va traslladar a Sant Petersburg, però no va tenir èxit amb les seves obres, que estilísticament ja anticipaven el romanticisme rus, i només li van concedir un càrrec temporal a l'orquestra de la cort. Es va llevar la vida el 1777.Aquesta llegenda romàntica no es va inventar fins al segle XIX; El seu autor fou Ievgueni Bolkhovítinov, que al seu torn va escriure aquesta història sota la impressió del destí de la princesa Tarakànova. La biògrafa contemporània del compositor M. G. Ritsareva nega aquesta versió dels últims anys de la vida del compositor. Assenyala que Berezovski va tornar a Rússia dos anys abans de la detenció de Tarakànova, i la versió del suïcidi apareix per primera vegada als llibres de Ievgueni només a la segona dècada del segle xix. Com mostra Ritsareva, el març de 1777 Berezovski va emmalaltir d'una "febre" (no se sap quina malaltia es descriu amb aquesta paraula), que va ser la causa de la seva mort sobtada.

## Creativitat
Berezovski és conegut com un autor de concerts sacres, escrits després de tornar d'Itàlia. El més popular entre ells és el concert "No em rebutgis en la meva vellesa", rus: Не отвержи мене во время старости Ne otverji mene vo vrémia stàrosti. Va combinar en la seva obra l'experiència de la cultura musical d'Europa occidental d'aquella època amb les tradicions nacionals de l'art coral. Juntament amb Bortnianski va crear un concert coral de tipus clàssic.

### Música sacra
Les obres musicals espirituals de Berezovski inclouen la litúrgia, poemes de comunió, himnes i una sèrie de concerts, dels quals només ha sobreviscut una petita part. A més dels textos en antic eslau eclesiàstic, Berezovski també va utilitzar textos en anglès (cançó de lloança) i alemany ("Unser Vater").
Els versos de comunió estan escrits sobre textos de salms de naturalesa majoritàriament agraïda, la majoria d'ells distingits per l'encarnació lírica (excepte "Alegra't en els justos" i "Lloeu el Senyor des del Cel" núm. 3 d'imatges solemnes i panegíriques). La textura coral és força diversa, algunes obres tenen una textura harmònica constant (per exemple, "Lloeu el Senyor des del Cel" núm. 1), d'altres combinen l'harmònic amb la imitació ("A tota la terra") o utilitzen la polifònica ("Beneït el qui ha escollit"), en particular, la fuga ("Lloeu el Senyor des del cel" núm. 2). Encara més vivament que a la litúrgia, la melodització de les veus s'observa en els versos sacramentals. La melodia dels poemes és expressiva i diversa, i sovint mostra semblances amb els girs típics de les cançons líriques ucraïneses.Quatre himnes de comunió estan relacionats musicalment amb la tradició kievana del cant litúrgic i amb les cançons populars ucraïneses.Segons l'Enciclopèdia d'Ucraïna, Berezovski va ser el primer compositor de l'estil classicista primerenc en la música ucraïnesa, i un dels creadors de l'estil coral ucraïnès en la música sacra.
Els concerts sacres ocupen un lloc destacat en el llegat del compositor i van ser elevats, com a gènere, al més alt nivell musical i artístic.Els concerts corals van heretar moltes característiques dels concerts de parts, en particular, una combinació de textures d'acords i polifòniques, però també van absorbir les tradicions de la música d'Europa occidental, en particular un nou llenguatge harmònic amb un sistema funcional-harmònic.Tots els concerts són cicles de diverses parts, composts segons el principi de la figuració, el tempo i el contrast textural, però units per la integritat temàtica, que s'aconsegueix mitjançant connexions d'entonació entre les parts extremes, i en l'últim concert, al llarg de tota la peça. El més famós és el concert "No em rebutgis en la vellesa", publicat per la Capella de la Cort de Sant Petersburg l'any 1842. A la dècada del 2000, gràcies a les activitats de recerca de M. Yurchenko, es van publicar 11 concerts més, i així, a partir del 2020, s'han publicat 12 concerts.

## Obres

### Òperes
- "Demofonte" (llibret. de Pietro Metastasio, 1773, representada el 1774 a Livorno, Itàlia),
- "Ifigènia" (no acabada);

### Obres corals
- Litúrgia de St. Joan Crisòstom,

Concerts espirituals
- Déu en un centenar de déus
- Esquitxa les teves mans en aquestes llengües
- Senyor, pel Teu poder el rei s'alegrarà
- El Senyor regna
- Que Déu torni a ressuscitar
- Et cantaré misericòrdia i judici, Senyor
- Не и́мамы ины́я по́мощи
- No m'abandonis a la vellesa
- Vine a veure les obres de Déu
- Glòria a Déu en el més alt
- Et lloem Déu #1
- Et lloem Déu #2

Combregants
- Ell ja ha escollit el beneït
- En memòria eterna
- A tota la terra
- Marcat en nosaltres
- Alegreu-vos, justos
- Fes dels àngels el teu esperit
- Lloeu el Senyor des del cel #1
- Lloeu el Senyor des del cel #2
- Lloeu el Senyor des del cel #3
- Acceptaré la copa de salvació

### Música instrumental
- Sonata per a violí i clavecí (1772)
- Simfonia en do major núm. 1
- Simfonia en sol major núm. 2
- Simfonia en do major núm. 3
- Sonates per a clavicèmbal (controvertida)